# اولتریوم
اولتریوم (Ultrium) یا "magnetic tape data storage technology" که به صورت مخفف "LTO" نیز خوانده می‌شود، یک روش ضبط داده‌های دیجیتال بر روی نوار مغناطیسی است که بیشتر در جهت استفاده آرشیوی برای فایل‌های سنگین مورد استفاده قرار می‌گیرد.

## تاریخچه
اولتریوم در سال ۲۰۰۰ معرفی شد و در طی سالیان متمادی، حجم ذخیره‌سازی آن افزایش پیدا کرد. درایوهای نسل امروزی آن قابلیت خواندن نوارها از دو نسل قبل و همچنین نوشتن بر روی نوارهای نسل قبل را دارا می‌باشند.
یکی از مهم‌ترین اهمیت‌های این تکنولوژی، ارزانی آن نسبت به قیمت هارد دیسک‌های مختلف است، تا جایی که قیمت آن بابت هر ترابایت، چیزی حدود ۶ الی ۱۰ برابر ارزانتر است. عمر این اولتریوم بیش از سی سال تخمین زده می‌شود. اولتریوم این مزیت را دارد که ذاتاً آفلاین است و بنابراین از هک شدن در فضای اینترنت و دسترسی ویروس‌ها کاملاً در امان است. برای انتقال فایل‌های بزرگ به فضای ابری سرعت اولتریوم بسیار بالاتر است و از این نظر نیز برای آرشیو اطلاعات مناسب است.
نسخه اولیه اولتریوم که در سال ۲۰۰۰ منتشر شد که می‌توانست ۱۰۰ گیگابایت اطلاعات را در یک کارتریج ذخیره کند. نسل هشتم اولتریوم که در سال ۲۰۱۷ منتشر شد که می‌تواند ۱۲ ترابایت را در یک کارتریج با همان ابعاد ذخیره کند. امروزه از این روش، به عنوان بهترین شیوه نگهداری داده در مدت طولانی برای آرشیوهای سنگین یاد می‌شود.
1. ↑  «Sun StorageTek Linear Tape Open (LTO) Ultrium Data Cartridges - Tech Specs». web.archive.org. ۲۰۰۹-۰۴-۳۰. بایگانی‌شده از اصلی در ۳۰ آوریل ۲۰۰۹. دریافت‌شده در ۲۰۲۳-۰۵-۱۱.